# Jesús Navas
Jesús Navas González (pronunțat [xeˈsuz ˈnaβas]; n. 21 noiembrie 1985, Los Palacios y Villafranca, Sevilla) este un fotbalist spaniol retras din activitate. A jucat ultima dată pentru echipa spaniolă Sevilla FC în La Liga și a reprezentat echipa națională a Spaniei din 2009 până la retragerea sa de la națională în 2024, după cucerirea Campionatului European de Fotbal.

## Carieră

### Sevilla FC
Navas sa alăturat echipei de tineret al Sevilla FC la 15 ani. Anul următor a câștigat încrederea antrenorului și a jucat 22 de partide în ligă, marcând de 3 ori. Navas a promis și, ca urmare a marelui său joc la o vârstă atât de fragedă, a sosit promovarea la prima echipă. Și-a făcut debutul în liga cu Sevilla pe 23 noiembrie 2003, jucând 12 minute în înfrângerea cu 0-1 împotriva lui RCD Espanyol.

### Manchester City
Pe 3 iunie 2013, clubul din Sevilla a făcut oficial transferul lui Navas către Manchester City pentru 20 de milioane de euro, plus cinci milioane și jumătate în variabile.

### Revenirea la Sevilla FC
La data de 1 august 2017, Navas a revenit la clubul unde și-a început cariera de fotbalist.
La 22 decembrie 2024, a urmat retragerea sa din fotbal la vârsta de 39 de ani jucând ultimul său meci ca profesionist pe Estadio Santiago Bernabéu împotriva lui Real Madrid, pierzând cu 4-2.

## Statistici

### Club
La 18 octombrie 2017.
| Club            | Sezon         | Campionat      | Campionat | Campionat | Cupă    | Cupă   | Europa  | Europa | Altele  | Altele | Total   | Total  |
| Club            | Sezon         | Divizie        | Meciuri   | Goluri    | Meciuri | Goluri | Meciuri | Goluri | Meciuri | Goluri | Meciuri | Goluri |
| --------------- | ------------- | -------------- | --------- | --------- | ------- | ------ | ------- | ------ | ------- | ------ | ------- | ------ |
| Sevilla         | 2003–04       | La Liga        | 5         | 0         | –       | –      | –       | –      | –       | –      | 5       | 0      |
| Sevilla         | 2004–05       | La Liga        | 23        | 2         | 2       | 1      | 5       | 0      | –       | –      | 30      | 3      |
| Sevilla         | 2005–06       | La Liga        | 34        | 2         | 2       | 0      | 12      | 0      | –       | –      | 48      | 2      |
| Sevilla         | 2006–07       | La Liga        | 29        | 1         | 5       | 1      | 7       | 0      | 1       | 0      | 42      | 2      |
| Sevilla         | 2007–08       | La Liga        | 36        | 4         | 4       | 0      | 10      | 0      | 3       | 0      | 53      | 4      |
| Sevilla         | 2008–09       | La Liga        | 35        | 4         | 8       | 1      | 6       | 0      | –       | –      | 49      | 5      |
| Sevilla         | 2009–10       | La Liga        | 34        | 4         | 9       | 4      | 8       | 2      | –       | –      | 51      | 10     |
| Sevilla         | 2010–11       | La Liga        | 15        | 1         | 5       | 0      | 6       | 1      | 2       | 0      | 28      | 2      |
| Sevilla         | 2011–12       | La Liga        | 37        | 5         | 4       | 0      | 2       | 0      | –       | –      | 43      | 5      |
| Sevilla         | 2012–13       | La Liga        | 37        | 0         | 8       | 1      | 0       | 0      | –       | –      | 45      | 1      |
| Sevilla         | Total         | Total          | 285       | 23        | 47      | 8      | 56      | 3      | 6       | 0      | 394     | 34     |
| Manchester City | 2013–14       | Premier League | 30        | 4         | 10      | 2      | 8       | 0      | –       | –      | 48      | 6      |
| Manchester City | 2014–15       | Premier League | 35        | 0         | 4       | 1      | 7       | 0      | 1       | 0      | 47      | 1      |
| Manchester City | 2015–16       | Premier League | 34        | 0         | 8       | 1      | 10      | 0      | 0       | 0      | 52      | 1      |
| Manchester City | 2016–17       | Premier League | 24        | 0         | 6       | 0      | 6       | 0      | 0       | 0      | 36      | 0      |
| Manchester City | Total         | Total          | 123       | 4         | 28      | 4      | 31      | 0      | 1       | 0      | 183     | 8      |
| Sevilla         | 2017–18       | La Liga        | 7         | 1         | 0       | 0      | 5       | 0      | –       | –      | 12      | 1      |
| Total carieră   | Total carieră | Total carieră  | 415       | 28        | 76      | 12     | 91      | 3      | 7       | 0      | 589     | 43     |